# 38e division de fusiliers (2e formation)
Pour les articles homonymes, voir 38e division.
La 38e division de fusiliers (en russe : 38-я стрелковая дивизия) est une division d'infanterie de l'Armée rouge pendant la Seconde Guerre mondiale. Créée en décembre 1941 au république kazakhe, elle combat notamment lors de la seconde bataille de Kharkov (mai 1942) puis lors de la bataille de Stalingrad (août 1942 - février 1943). Elle est transformée en mars 1943 en 73e division de fusiliers de la Garde.

## Historique
La division est créée le 22 décembre 1941 à Alma-Ata, dans le district militaire d'Asie centrale sous le nom de 460e division de fusiliers. Elle est formée sous le commandement du général-major Vasili Naïdenov (ru). La division compte un grand nombre de soldats d'origine kazakh (environ 25% dans les régiments de fusiliers). Elle est renommée 38e division de fusiliers, selon les sources, en janvier ou le 31 mars 1942. Le 31 mars 1942, le colonel Nikoläi Dotsenko est nommé commandant de la division, remplaçant le général Naïdenov décédé en janvier,. Elle a l'ordre de bataille suivant :
- 29e régiment de fusiliers
- 48e régiment de fusiliers
- 343e régiment de fusiliers
- 214e régiment d'artillerie
- 134e groupe (divizion) indépendant antichar
- 124e groupe d'artillerie antiaérienne
- 70e compagnie de reconnaissance
- 132e bataillon de sapeurs
- 122e bataillon indépendant de transmissions
- 52e bataillon médico-sanitaire
- 172e compagnie indépendante de défense chimique
- 135e compagnie automobile
- 77e boulangerie de campagne
- 924e infirmerie militaire divisionnaire
- 1705e bureau de poste de campagne
- 1101e bureau de campagne de la Gosbank.

En avril 1942, elle est affectée à la 28e armée du front du Sud-Ouest. La division est engagée en mai dans la seconde bataille de Kharkov. Elle est initialement placée en second échelon de l'assaut de la 28e armée, et doit former un groupe mobile d'exploitation engagé une fois que les forces soviétiques auront atteint la rivière Mourom (uk). Toutefois, dès le premier jour le 343e régiment est envoyé renforcer la 13e division de fusiliers de la Garde tandis que l'artillerie de la 38e division soutient la 169e division de fusiliers. Les deux régiments restants reçoivent l'ordre au soir du 12 d'aller relever les 169e et 175e divisions de fusiliers gênées dans leur avance par une poche de résistance allemande dans la ville de Ternovaïa (en) . La 38e division achève cette manœuvre le 14 au soir et les 169e et 175e reprennent leur avance vers l'Ouest. Le lendemain matin, une attaque sur Ternovaïa échoue face aux attaques aériennes allemandes tandis que la garnison allemande est également ravitaillée par air. Les deux régiments continuent le 15 et le 16 leurs assauts sur Ternovaïa, sans succès par manque de moyens lourds, alors que la contre-offensive allemande est lancée et que la 3e Panzerdivision est en route pour dégager les assiégés. Un des régiments de la division parvient, avec la 244e division de fusiliers, à stopper une tentative motorisée allemande le 16 après-midi. Le 17 au matin, la 244e division est chassée de ses positions par un puissant assaut blindé allemand et la 38e division doit se replier 2-3 km à l'est de Ternovaïa . Elle reçoit néanmoins l'ordre de reprendre l'offensive vers Ternovaïa le lendemain avec le soutien d'un régiment de cavalerie. Les forces allemandes ayant dégarnies leurs positions au sud de la localité, la division parvient à encercler Ternovaïa et commence à détruire la garnison. La division repousse une tentative d'assaut aéroporté allemand le 19 au matin.
La division forme ensuite l'arrière-garde de la 28e armée, qui se replie vers la région de Belgorod puis celle de Rostov-sur-le-Don (offensive allemande Fall Blau). Le colonel Dotsenko est tué le 13 juin et est remplacé le 15 par le commandant adjoint de la division, le colonel Ganni Safioulline,. Parvenue fin juillet près du grand méandre du Don (ru), la division reçoit alors son ordre d'affectation à la 57e armée.
Recomplétée sur les bords de la Volga, la division rejoint le 1er août le village d'Abganerovo (en), au sud de Stalingrad. Elle repousse les assauts du 6e corps d'armée roumain et de la 29. Panzergrenadier-Division. Le 5 août, la division passe à la 64e armée.
Combattant directement dans Stalingrad, la division se distingue et reçoit le 1er mars 1943 le titre d'unité de la Garde, devenant la 73e division de fusiliers de la Garde.